# Ros Cré

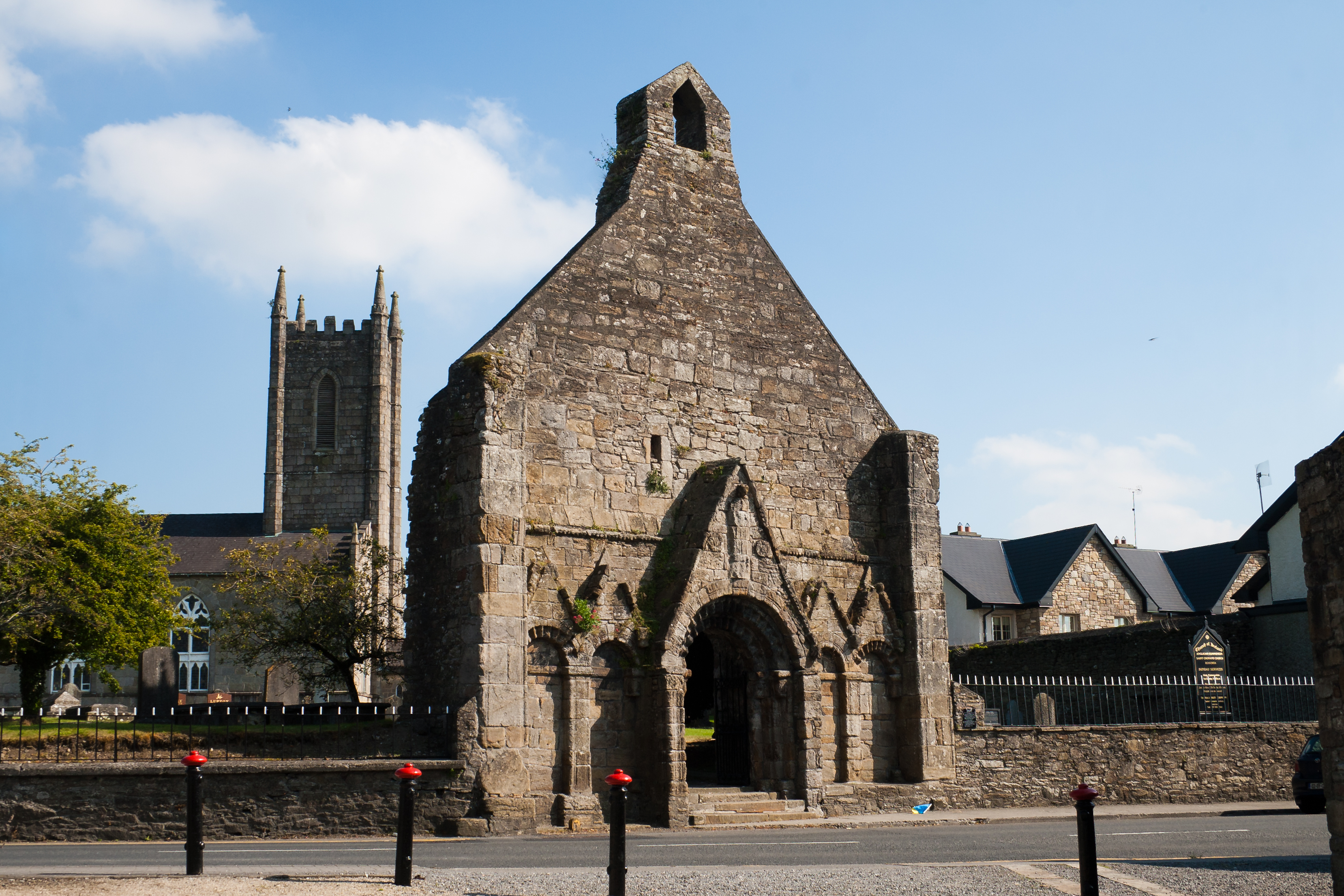
Dawna katedra diecezjalna w Roscrea

Ros Cré (łac. Dioecesis Insulae Cathensis, ang. Diocese of Roscrea) – stolica historycznej diecezji w Irlandii, erygowanej ok. VI wieku, a zlikwidowanej w roku 1160. Współcześnie miejscowość Roscrea w prowincji Munster. Obecnie katolickie biskupstwo tytularne.

## Biskupi tytularni
| Lp. | Biskup                       | Funkcja                                    | Od                   | Do               |
| --- | ---------------------------- | ------------------------------------------ | -------------------- | ---------------- |
| 1   | Dominic Joseph Conway        | biskup pomocniczy Elphin (Irlandia)        | 16 października 1970 | 12 marca 1971    |
| 2   | Philip James Anthony Kennedy | biskup pomocniczy Adelaide (Australia)     | 29 stycznia 1973     | 23 marca 1983    |
| 3   | Patrick Joseph Walsh         | biskup pomocniczy Down i Connor (Irlandia) | 6 kwietnia 1983      | 18 marca 1991    |
| 4   | Ramon Argüelles              | biskup pomocniczy Manili (Filipiny)        | 26 listopada 1993    | 14 maja 2004     |
| 5   | Heiner Koch                  | biskup pomocniczy Kolonii (Niemcy)         | 17 marca 2006        | 18 stycznia 2013 |
| 6   | Johannes Wübbe               | biskup pomocniczy Osnabrücku (Niemcy)      | 18 czerwca 2013      |                  |